# 杏菜
杏菜（あんな、1990年6月25日 - ）は、熊本県出身の日本のファッションモデル。

## 来歴
熊本にいた頃、鶴屋百貨店のモデルオーディションに参加したことをきっかけに活動を開始。以後2年間は福岡県のモデル事務所・AKO FASHION（アコファッション）に所属し、同エリアを拠点に活動。在籍中に出場した神戸コレクションの「神コレモデルオーディション」ではファイナリストの1人になり、審査員特別賞を受賞した。
2011年10月1日付でAKO FASHIONからSublime（スーブリーム）へ移籍し、東京都内での活動を開始する。

## モデル活動

### ファッションショー
- IMS STYLE FASHION SHOW（2009年）
- 福岡アジアコレクション（2009年 - 2011年）
- パリ・プレタポルテ・コレクション（2009年 - 2010年、パリ・コレクション）
- FUKUOKA LOVE & COLLECTION（2009年 - 2010年）
- ソラリアプラザファッションショー（2009年）
- KOBE COLLECTION 2010（2010年） - 審査員特別賞受賞
- ゼクシィドレスコレクション（2010年、大丸福岡天神店 エルガーラ・パサージュ広場）
- SHIZUOKA COLLECTION 2014 Spring/Summer（2014年4月6日、静岡市葵区御幸通り）

### スチールモデル
- SOLARIA PLAZA 秋号（2010年、ソラリアプラザ発行の季刊誌）
- 東急ハンズ博多店（2011年）

## 出演

### CM
- ほっともっと（2009年）

### テレビ番組
- 若っ人ランド（2011年、テレビ熊本）